# Pescorocchiano
Pescorocchiano és un comune (municipi) de la província de Rieti, a la regió italiana del Laci, situat a uns 60 km al nord-est de Roma i a uns 30 km al sud-est de Rieti. A 1 de gener de 2019 la seva població era de 2.018 habitants.
Pescorocchiano limita amb els municipis següents: Borgorose, Carsoli, Collalto Sabino, Fiamignano, Marcetelli, Petrella Salto, Sante Marie, Tornimparte i Varco Sabino.
Es troba a poca distància del Llac del Salto i és un municipi agrícola típic, reconegut per la producció de castanyes. La frazione de Civitella di Nesce era molt probablement la seu de la "Res publica Aequiculorum", un municipi romà de l'antic territori dels Eques.